# Коломийцевка
Коломийцевка (укр. Коломійцівка) — село в Носовском районе Черниговской области Украины. Расположено на реке Бабка (Баба). Население 450 человек. Занимает площадь 1,02 км².
Код КОАТУУ: 7423881503. Почтовый индекс: 17145. Телефонный код: +380 4642.
В селе родился Герой Советского Союза Василий Олбинский.

## Власть
Орган местного самоуправления — Калиновский сельский совет. Почтовый адрес: 17145, Черниговская обл., Носовский р-н, с. Калиновка, ул. Шевченко, 2.